# Indy Lights 2017
De Indy Lights 2017 was het tweeëndertigste kampioenschap van de Indy Lights. Het seizoen bestond uit 16 races, drie oval ciruits, vier straatcircuits en negen wegraces.
Derdejaars coureur Kyle Kaiser werd kampioen tijdens de laatste race op Watkins Glen International.

## Teams en rijders
Alle teams rijden met een Dallara-chassis en een AER-motor met 4 cilinders. Cooper levert de banden voor alle teams.
| Team                         | Nr | Rijders               | Races |
| ---------------------------- | -- | --------------------- | ----- |
| Andretti Autosport           | 27 | Nico Jamin            | Alle  |
| Andretti Autosport           | 28 | Dalton Kellett        | Alle  |
| Andretti Autosport           | 48 | Ryan Norman           | Alle  |
| Andretti Steinbrenner Racing | 98 | Colton Herta          | Alle  |
| Belardi Auto Racing          | 5  | Santiago Urrutia      | Alle  |
| Belardi Auto Racing          | 9  | Aaron Telitz          | Alle  |
| Belardi Auto Racing          | 51 | Shelby Blackstock     | Alle  |
| Belardi Auto Racing          | 84 | Chad Boat             | 15    |
| Carlin                       | 11 | Garth Rickards        | Alle  |
| Carlin                       | 13 | Zachary Claman DeMelo | Alle  |
| Carlin                       | 22 | Neil Alberico         | Alle  |
| Carlin                       | 26 | Matheus Leist         | Alle  |
| Juncos Racing                | 18 | Kyle Kaiser           | Alle  |
| Juncos Racing                | 31 | Nicolás Dapero        | Alle  |
| Team Pelfrey                 | 2  | Juan Piedrahita       | Alle  |
| Team Pelfrey                 | 3  | Patricio O'Ward       | 1-4   |

## Races
| Race | Datum       | Racenaam                   | Circuit                                     | Locatie            |
| ---- | ----------- | -------------------------- | ------------------------------------------- | ------------------ |
| 1    | 11 maart    | St. Petersburg 100         | Stratencircuit Saint Petersburg             | St. Petersburg, FL |
| 2    | 12 maart    | St. Petersburg 100         | Stratencircuit Saint Petersburg             | St. Petersburg, FL |
| 3    | 22 april    | Legacy Indy Lights 100     | Barber Motorsports Park                     | Birmingham, AL     |
| 4    | 23 april    | Legacy Indy Lights 100     | Barber Motorsports Park                     | Birmingham, AL     |
| 5    | 12 mei      | Grand Prix of Indianapolis | Indianapolis Motor Speedway (binnencircuit) | Speedway, IN       |
| 6    | 13 mei      | Grand Prix of Indianapolis | Indianapolis Motor Speedway (binnencircuit) | Speedway, IN       |
| 7    | 26 mei      | Freedom 100                | Indianapolis Motor Speedway (oval)          | Speedway, IN       |
| 8    | 24 juni     | Grand Prix of Road America | Road America                                | Elkhart Lake, WI   |
| 9    | 25 juni     | Grand Prix of Road America | Road America                                | Elkhart Lake, WI   |
| 10   | 9 juli      | Iowa 115                   | Iowa Speedway                               | Newton, IA         |
| 11   | 15 juli     | Grand Prix of Toronto      | Stratencircuit Toronto                      | Toronto, ON        |
| 12   | 16 juli     | Grand Prix of Toronto      | Stratencircuit Toronto                      | Toronto, ON        |
| 13   | 29 juli     | Grand Prix of Mid-Ohio     | Mid-Ohio Sports Car Course                  | Lexington, OH      |
| 14   | 30 juli     | Grand Prix of Mid-Ohio     | Mid-Ohio Sports Car Course                  | Lexington, OH      |
| 15   | 27 augustus | Illinois 100               | Gateway Motorsports Park                    | Madison, IL        |
| 16   | 3 september | Grand Prix of Watkins Glen | Watkins Glen International                  | Watkins Glen, NY   |

## Uitslagen
| Ronde | Race            | Poleposition     | Snelste ronde         | Meeste ronden aan de leiding | Winnaar               | Winnaar                      |
| Ronde | Race            | Poleposition     | Snelste ronde         | Meeste ronden aan de leiding | Coureur               | Team                         |
| ----- | --------------- | ---------------- | --------------------- | ---------------------------- | --------------------- | ---------------------------- |
| 1     | St. Petersburg  | Aaron Telitz     | Colton Herta          | Aaron Telitz                 | Aaron Telitz          | Belardi Auto Racing          |
| 2     | St. Petersburg  | Colton Herta     | Colton Herta          | Colton Herta                 | Colton Herta          | Andretti Steinbrenner Racing |
| 3     | Birmingham      | Kyle Kaiser      | Nico Jamin            | Nico Jamin                   | Nico Jamin            | Andretti Autosport           |
| 4     | Birmingham      | Colton Herta     | Santiago Urrutia      | Colton Herta                 | Colton Herta          | Andretti Steinbrenner Racing |
| 5     | Indianapolis GP | Nico Jamin       | Matheus Leist         | Nico Jamin                   | Nico Jamin            | Andretti Autosport           |
| 6     | Indianapolis GP | Kyle Kaiser      | Zachary Claman DeMelo | Kyle Kaiser                  | Kyle Kaiser           | Juncos Racing                |
| 7     | Indianapolis    | Matheus Leist    | Santiago Urrutia      | Matheus Leist                | Matheus Leist         | Carlin                       |
| 8     | Road America    | Matheus Leist    | Kyle Kaiser           | Matheus Leist                | Matheus Leist         | Carlin                       |
| 9     | Road America    | Colton Herta     | Zachary Claman DeMelo | Zachary Claman DeMelo        | Zachary Claman DeMelo | Carlin                       |
| 10    | Iowa            | Colton Herta     | Dalton Kellett        | Matheus Leist                | Matheus Leist         | Carlin                       |
| 11    | Toronto         | Kyle Kaiser      | Colton Herta          | Kyle Kaiser                  | Kyle Kaiser           | Juncos Racing                |
| 12    | Toronto         | Colton Herta     | Kyle Kaiser           | Colton Herta                 | Kyle Kaiser           | Juncos Racing                |
| 13    | Mid-Ohio        | Santiago Urrutia | Shelby Blackstock     | Santiago Urrutia             | Santiago Urrutia      | Belardi Auto Racing          |
| 14    | Mid-Ohio        | Colton Herta     | Santiago Urrutia      | Nico Jamin                   | Nico Jamin            | Andretti Autosport           |
| 15    | Gateway         | Juan Piedrahita  | Zachary Claman DeMelo | Juan Piedrahita              | Santiago Urrutia      | Belardi Auto Racing          |
| 16    | Watkins Glen    | Colton Herta     | Aaron Telitz          | Aaron Telitz                 | Aaron Telitz          | Belardi Auto Racing          |

## Kampioenschap
| Pos | Rijder                | STP | STP | ALA | ALA | IMS | IMS | INDY | RDA | RDA | IOW | TOR | TOR | MOH | MOH | GAT | WGL | Punten |
| --- | --------------------- | --- | --- | --- | --- | --- | --- | ---- | --- | --- | --- | --- | --- | --- | --- | --- | --- | ------ |
| 1   | Kyle Kaiser           | 6   | 4   | 2   | 2   | 3   | 1*  | 9    | 3   | 2   | 5   | 1*  | 1   | 12  | 12  | 4   | 7   | 330    |
| 2   | Santiago Urrutia      | 13  | 2   | 15  | 13  | 7   | 2   | 5    | 2   | 11  | 2   | 3   | 11  | 1*  | 2   | 1   | 2   | 310    |
| 3   | Colton Herta          | 2   | 1*  | 10  | 1*1 | 12  | 10  | 13   | 12  | 3   | 4   | 4   | 10  | 2   | 6   | 3   | 3   | 300    |
| 4   | Matheus Leist         | 15  | 11  | 4   | 7   | 5   | 3   | 1*   | 1*  | 4   | 1*  | 13  | 5   | 11  | 10  | 10  | 4   | 279    |
| 5   | Zachary Claman DeMelo | 8   | 7   | 5   | 14  | 2   | 11  | 6    | 10  | 1*  | 6   | 2   | 3   | 5   | 4   | 6   | 6   | 274    |
| 6   | Aaron Telitz          | 1*  | 5   | 13  | 5   | 6   | 13  | 2    | 11  | 5   | 9   | 5   | 2   | 8   | 5   | 15  | 1*  | 271    |
| 7   | Nico Jamin            | 7   | 14  | 1*  | 3   | 1*  | 4   | 10   | 6   | 14  | 7   | 14  | 12  | 3   | 1*  | 11  | 5   | 269    |
| 8   | Neil Alberico         | 3   | 15  | 3   | 4   | 4   | 6   | 4    | 7   | 8   | 11  | 8   | 14  | 6   | 9   | 12  | 11  | 225    |
| 9   | Juan Piedrahita       | 14  | 10  | 11  | 11  | DNS | 5   | 8    | 5   | 10  | 10  | 6   | 4   | 10  | 11  | 2*  | 9   | 208    |
| 10  | Shelby Blackstock     | 4   | 6   | 7   | 8   | 9   | 14  | 11   | 8   | 6   | 13  | 11  | 13  | 4   | 3   | 9   | 12  | 207    |
| 11  | Ryan Norman           | 10  | 9   | 12  | 9   | 8   | 7   | 14   | 4   | 7   | 8   | 10  | 6   | 9   | 7   | 8   | 10  | 200    |
| 12  | Dalton Kellett        | 12  | 12  | 6   | 10  | 13  | 9   | 3    | 9   | 9   | 3   | 12  | 9   | 7   | 13  | 7   | 13  | 198    |
| 13  | Nicolás Dapero        | 9   | 8   | 9   | 6   | 11  | 8   | 12   | 14  | 12  | 12  | 7   | 7   | 14  | 8   | 5   | 8   | 187    |
| 14  | Garth Rickards        | 11  | 13  | 14  | 12  | 10  | 12  | 7    | 13  | 13  | 14  | 9   | 8   | 13  | 14  | 13  | DNS | 146    |
| 15  | Patricio O'Ward       | 5   | 3   | 8   | 15  |     |     |      |     |     |     |     |     |     |     |     |     | 58     |
| 16  | Chad Boat             |     |     |     |     |     |     |      |     |     |     |     |     |     |     | 14  |     | 7      |
| Pos | Rijder                | STP | STP | ALA | ALA | IMS | IMS | INDY | RDA | RDA | IOW | TOR | TOR | MOH | MOH | GAT | WGL | Punten |

| Positie | 1  | 2  | 3  | 4  | 5  | 6  | 7  | 8  | 9  | 10 | 11 | 12 | 13 | 14 | 15 | 16 | 17 | 18 | 19 | 20 |
| ------- | -- | -- | -- | -- | -- | -- | -- | -- | -- | -- | -- | -- | -- | -- | -- | -- | -- | -- | -- | -- |
| Punten  | 30 | 25 | 22 | 19 | 17 | 15 | 14 | 13 | 12 | 11 | 10 | 9  | 8  | 7  | 6  | 5  | 4  | 3  | 2  | 1  |

| Kleur       | Resultaat                       |
| ----------- | ------------------------------- |
| Goud        | Winnaar                         |
| Zilver      | 2de plaats                      |
| Brons       | 3de plaats                      |
| Groen       | 4de en 5de plaats               |
| Lichtblauw  | 6de–10de plaats                 |
| Donkerblauw | Gefinisht (buiten de Top 10)    |
| Paars       | Niet gefinisht                  |
| Rood        | Niet gekwalificeerd (DNQ)       |
| Bruin       | Teruggetrokken (Wth)            |
| Zwart       | Gediskwalificeerd (DSQ)         |
| Wit         | Niet Gestart (DNS)              |
| Blank       | Nam geen deel aan de race (DNP) |
| Blank       | Niet geracet                    |

| Toegevoegde info    |                                         |
| vet                 | Pole positie (1 punt)                   |
| cursief             | Snelste ronde (1 punt)                  |
| *                   | Meeste ronden aan de leiding (2 punten) |
| 1                   | Geen kwalificatie                       |
| Rookie van het Jaar |                                         |
| Rookie              |                                         |

| Kleur       | Resultaat                       |
| ----------- | ------------------------------- |
| Goud        | Winnaar                         |
| Zilver      | 2de plaats                      |
| Brons       | 3de plaats                      |
| Groen       | 4de en 5de plaats               |
| Lichtblauw  | 6de–10de plaats                 |
| Donkerblauw | Gefinisht (buiten de Top 10)    |
| Paars       | Niet gefinisht                  |
| Rood        | Niet gekwalificeerd (DNQ)       |
| Bruin       | Teruggetrokken (Wth)            |
| Zwart       | Gediskwalificeerd (DSQ)         |
| Wit         | Niet Gestart (DNS)              |
| Blank       | Nam geen deel aan de race (DNP) |
| Blank       | Niet geracet                    |

| Toegevoegde info    |                                         |
| vet                 | Pole positie (1 punt)                   |
| cursief             | Snelste ronde (1 punt)                  |
| *                   | Meeste ronden aan de leiding (2 punten) |
| 1                   | Geen kwalificatie                       |
| Rookie van het Jaar |                                         |
| Rookie              |                                         |

1986 ·
1987 ·
1988 ·
1989 ·
1990 ·
1991 ·
1992 ·
1993 ·
1994 ·
1995 ·
1996 ·
1997 · 
1998 ·
1999 ·
2000 ·
2001 ·
2002 ·
2003 ·
2004 ·
2005 ·
2006 ·
2007 ·
2008 ·
2009 ·
2010 ·
2011 ·
2012 ·
2013 ·
2014 ·
2015 ·
2016 ·
2017 ·
2018 ·
2019 ·
2020 ·
2021 ·
2022 ·
2023 ·
2024 ·
2025

Lijst van coureurs